# Kymatocalyx
Kymatocalyx, biljni rod jetrenjarki iz porodice Cephaloziellaceae, dio podreda Cephaloziineae.
Kod ITIS-a je priznato 4 vrste, a kod GBIF-a 5.

## Vrste
1. Kymatocalyx africanus Vána & M. Wigginton
2. Kymatocalyx cubensis (Gottsche ex Stephani) Váňa
3. Kymatocalyx dominicensis (Spruce) Vána
4. Kymatocalyx madagascariensis (Steph.) Gradst. & Vána
5. Kymatocalyx rhizomaticus (Herzog) Gradst. & Vána